# فیوچرهدز
فیوچرهدز(به انگلیسی: The Futureheads) نام گروه چهارنفره پست-پانک انگلیسی است که در ساندرلند شکل گرفته‌است.نام گروه از یکی از آلبوم‌های گروه د فلیمینگ لیپس به نام Hit to Death in the Future Head گرفته شده‌است.